# フラッシュ嶋田
フラッシュ嶋田（ふらっしゅしまだ、本名：嶋田和孝（しまだかずたか）、1971年4月23日-）は福岡県、佐賀県などで活躍するラジオパーソナリティ、ローカルタレント、ナレーター。

## 略歴
福岡県福岡市博多区祇園出身。山口県立徳山高等学校、福岡大学経済学部卒業。
大学卒業後、住宅部品メーカーでのサラリーマン生活を経てナレーション、ラジオパーソナリティの仕事を始める。本名の嶋田和孝と芸名のフラッシュ嶋田を併用しており、主にラジオでは本名で、テレビやイベントMCは芸名で活動している。

## レギュラー番組
- 夕方ラジオ チェケラッチョ（エフエム佐賀）金曜16:00～18:55
- ウイークリーふくおか（ジェイコム福岡）
- 福岡クロニクル（RKBテレビ）毎週日曜日
- シリタカ!（KBCテレビ）毎週水曜日は休演
- くりぃむしちゅーの熊本どぎゃん!?（くまもと県民テレビ） - 番組ナレーター

## 過去の出演番組
- 夕方バラエティー 本庄商店（エフエム佐賀）
- Easy Flash!（エフエム佐賀）
- 吉孝・和孝のそこんとこ聞きタカけん （エフエム佐賀）
- COUNTDOWN KYUSHU HOT 100（CROSS FM）
- アサデス。（九州朝日放送）
- なんじゃこりゃー（TVQ九州放送）
- HKT48のごぼてん!（ナレーション、テレビ西日本）